# Jean M. Bennett
 Jean McPherson Bennett (* 9. Mai 1930 in Kensington, Maryland; † 18. Juli 2008 in Ridgecrest, Kalifornien) war eine US-amerikanische Physikerin und Hochschullehrerin. Sie war die erste Frau, die die Präsidentschaft der Optical Society of America (OSA) innehatte.

## Leben und Werk

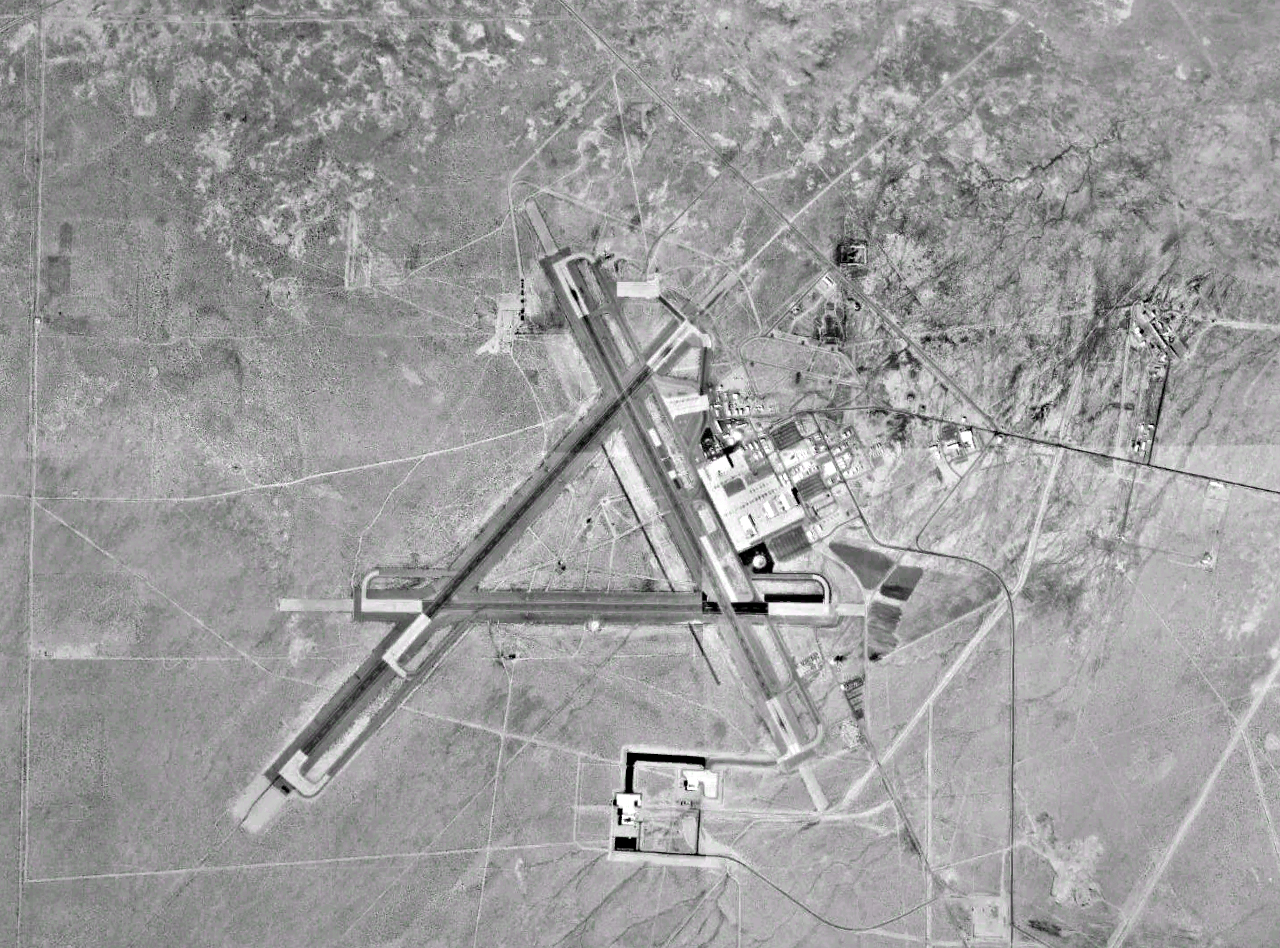
NASA Satellitenfoto der Naval Air Weapons Station China Lake in Südkalifornien, in der nördlichen Mojave-Wüste, angrenzend an Ridgecrest

Bennett studierte Physik am Mount Holyoke College, wo sie 1951 ihren Bachelor of Arts erhielt. Sie promovierte 1955 als erste Frau in Physik an der Pennsylvania State University und forschte dann für ein Jahr in Atmosphärenphysik am Wright Air Development Center in Dayton (Ohio). Im folgenden Jahr wurde sie als Forschungsphysikerin am Michelson Laboratory in China Lake Acres, Kalifornien, eingestellt. 1956 begann sie ihre Forschung am Naval Air Weapons Station China Lake, welches ursprünglich als Naval Ordnance Test Station (NOTS) bekannt war. Sie forschte dort an Programmen in der Physikabteilung der NOTS-Forschungsabteilung, die sich mit der Erzeugung von superglatten optischen Oberflächen befassten, und vertiefte sich später in das Forschungsgebiet der Messung der Oberflächenbeschaffenheit.
1985 erhielt sie eine National-Science-Foundation-Professur und begann ein anderthalbjähriges Sabbatical am Center for Applied Optics der University of Alabama, wo sie ein Labor zur Oberflächencharakterisierung einrichtete und Kurse zu diesem Thema gab. 1994 erhielt sie eine zweite NSF-Professur und verbrachte diese Zeit an der Pennsylvania State University, wo sie ein Optiklabor unterrichtete und an Forschungsprojekten mit Lehrkräften und Studenten des nahe gelegenen Smith College zusammenarbeitete.
Bennett war Gastprofessorin in Schweden, Japan und Australien und hielt Vorträge in den USA, Kanada, Europa, Russland, Brasilien, Japan und Taiwan.
Sie war von 1978 bis 1980 im Vorstand der OSA und 1986 deren Präsidentin. Sie war Redakteurin bei den wissenschaftlichen Fachzeitschriften Applied Optics und Optics Express und Mitglied der Preisausschüsse für den Esther Hoffman Geller Award, die David Richardson Medal und die C.E.K. Mees Medal. 1988 richtete das Rose-Hulman Institute of Technology (ehemals Rose Polytechnic Institute) den Jean Bennett Award ein, der jährlich verliehen wird.
Im Dezember 1995 zog Bennett sich offiziell aus dem Naval Air Warfare Center zurück, arbeitete aber weiterhin als Freiwillige in ihrem Michelson-Lab-Büro und beriet sich mit Unternehmen und Kollegen weltweit.
Sie starb 2008 nach langer Krankheit im Alter von 78 Jahren.
Bennett war Autorin mehrerer Bücher, darunter Introduction to Surface Roughness and Scattering. Sie war außerdem Autorin oder Co-Autorin von mehr als 100 Artikeln in wissenschaftlichen Zeitschriften und Erfinderin in mehreren Patenten.
Nach ihrem Tod im Jahr 2008 richtete die OSA das Jean Bennett Memorial Student Travel Grant in Anerkennung von Bennetts Beiträgen zur Erforschung optischer Oberflächen ein. Die OSA (seit 2021 Optica) und das Wyant College of Optical Sciences der Universität von Arizona ehren sie zudem mit einem nach ihr benannten Stiftungslehrstuhl, dem Jean M. Bennett Endowed Chair in Optical Sciences. Dies ist die erste Stiftungsprofessur des Colleges, die nach einer Wissenschaftlerin benannt wurde.

## Auszeichnungen und Ehrungen (Auswahl)
- 1972: OSA Fellow
- 1983: SPIE Technology Achievement Award[3]
- 1988: LTE Thompson Award des Naval Weapons Center für wissenschaftliche Leistungen in der Optiktechnologie
- 1989: Senior Fellow des Naval Weapons Center
- 1994: Distinguished Fellow des Naval Weapons Center
- Ehrendoktorwürde des Mount Holyoke College
- 1990: David Richardson Medal

## Veröffentlichungen (Auswahl)
- Jean M. Bennett: Polarizers. In: Michael Bass, Casimer Decusatis, Vasudevan Lakshminarayanan, Guifang Li, Carolyn MacDonald, Virendra Mahajan, Eric Van Stryland (Hrsg.): Handbook of Optics. 3. Auflage. Volume I. McGraw Hill Professional, 2009, ISBN 978-0-07-149889-0, S. 13.1 ff. (umfangreiche Zusammenstellung zu allen möglichen polarisierenden Prismen).
- mit Lars Mattsson: Introduction to Surface Roughness and Scattering. Optical Society of Amer, 1989, ISBN 978-1-55752-108-8.
- Surface Finish and Its Measurements/3 1/2 IBM Disk/Vol 2, Parts a &B. ISBN 978-1-55752-264-1.